# Georgi Malenkov
Georgij Maksimilianovitsj Malenkov (Russisch: Гео́ргий Максимилиа́нович Маленко́в) (Orenburg, 8 januari 1902 -  Moskou, 14 januari 1988) was een Sovjet-Russisch politicus.
Malenkov ontving een strenge Russisch-orthodoxe opvoeding. Hij werd in 1920 lid van de communistische partij. Van 1921 tot 1925 studeerde hij technische wetenschappen. Na 1925 klom hij snel op in de communistische partij. In 1934 werd hij lid van de organisatorische afdeling van de partij. Hij werd voor de Tweede Wereldoorlog lid van het Centraal Comité en van het secretariaat van het Centraal Comité van de Communistische Partij van de Sovjet-Unie. Malenkov werd een van de vertrouwelingen van Jozef Stalin. In maart 1939 werd hij lid van het Orgburo (Organisatorisch Bureau) (tot 1952).
Vlak voor het uitbreken van de Grote Vaderlandse Oorlog (juni 1941) met de Duitsers werd Malenkov kandidaat-lid van het politbureau. Direct na de Duitse aanval op de Sovjet-Unie in juni 1941 richtte Stalin het Opperste Verdedigingscomité op. Hij vulde dit met vertrouwelingen op, zoals Malenkov. Het Verdedigingscomité fungeerde als een soort oorlogskabinet. In 1944 werd Malenkov door Stalin benoemd als zijn plaatsvervangend voorzitter van de Raad van Volkscommissarissen (vicepremier), hetgeen Malenkov was tot 1946. Hij geraakte de laatste oorlogsjaren in ernstig conflict met Andrej Zjdanov, de partijleider van Leningrad (tegenwoordig: Sint-Petersburg), wat leidde tot de Leningrad-affaire.
In 1946 werd Malenkov lid van het politbureau en vicevoorzitter van de Raad van Ministers. Van mei 1946 tot mei 1947 was Malenkov voorzitter van het Comité voor Raketten. In 1952 werd hij in het presidium (de opvolger van het politbureau) van de CPSU gekozen.
Na het overlijden van Stalin in maart 1953 werd Malenkov premier, Nikita Chroesjtsjov secretaris van het Centraal Comité en Nikolaj Boelganin minister van Defensie en Lavrenti Beria minister van Binnenlandse Zaken. Op die manier werd het zogenaamde 'collectieve leiderschap' ingevoerd, hetgeen Stalin in 1952 had bepaald. Spoedig werd echter Beria (juni 1953) van zijn post verwijderd en in 1955 ook Malenkov. Op die manier kwam het duo Chroesjtsjov-Boelganin als sterkste uit de strijd.
Malenkov vervulde nog twee jaar de functie van minister van Energievoorziening, maar werd in 1957 ook van die post ontheven. Hij werd tevens uit de partij gezet. Malenkov werd benoemd tot directeur van een waterkrachtcentrale en later tot directeur van een verwarmingscentrale in Kazachstan. In 1961 ging hij met pensioen.
Malenkov bleef een krachtig aanhanger van het communisme en stalinisme tot zijn dood. In de jaren zeventig keerde Malenkov weer terug tot het Russisch-orthodoxe geloof van zijn jeugd. Hij werd zelfs bestuurder in een plaatselijke parochie. Hij maakte in 1985 de benoeming van Michael Gorbatsjov als secretaris-generaal van de partij mee. Begin 1988 overleed hij nabij Moskou. Zijn christelijke grafsteen werd gebeeldhouwd door zijn schoonzoon. Zijn dochter was een architecte die kerken ontwierp, ze overleed in 2010.
- Bibsys: 96002695
- Bibliothèque nationale de France: cb17906991r (data)
- CiNii: DA03822924
- Gemeinsame Normdatei: 119372339
- International Standard Name Identifier: 0000 0001 1193 3955
- Library of Congress Control Number: n85138131
- Nationale Bibliotheek van Letland: 000119412
- National Archives and Records Administration: 10569717
- Bibliotheek van het Japanse parlement: 00524101
- Nationale Bibliotheek van Tsjechië: jx20040723002
- Nationale bibliotheek van Australië: 35347017
- Nationale Bibliotheek van Israël: 987007603863905171
- Nationale Bibliotheek van Polen: a0000001221642
- Nederlandse Thesaurus van Auteursnamen: 071270388
- LIBRIS: 268872
- SNAC: w61w2sk0
- Système universitaire de documentation: 07106835X
- Trove: 920441
- Virtual International Authority File: 18030281
- WorldCat: E39PBJh4yjCXgktCVJydcvhj4q